# ويلفريد زاورلاند
ويلفريد زاورلاند (بالألمانية: Wilfried Sauerland) (فوبرتال، 29 فيفري 1940) متعهد ألماني في ميدان الملاكمة.

## روابط خارجية
- ويلفريد زاورلاند على موقع IMDb (الإنجليزية)